# Mariendalkerk
De Mariendal Kerk (Deens: Mariendals Kirke) is een kerk in Frederiksberg, een gemeente bij de Deense hoofdstad Kopenhagen.

## Geschiedenis

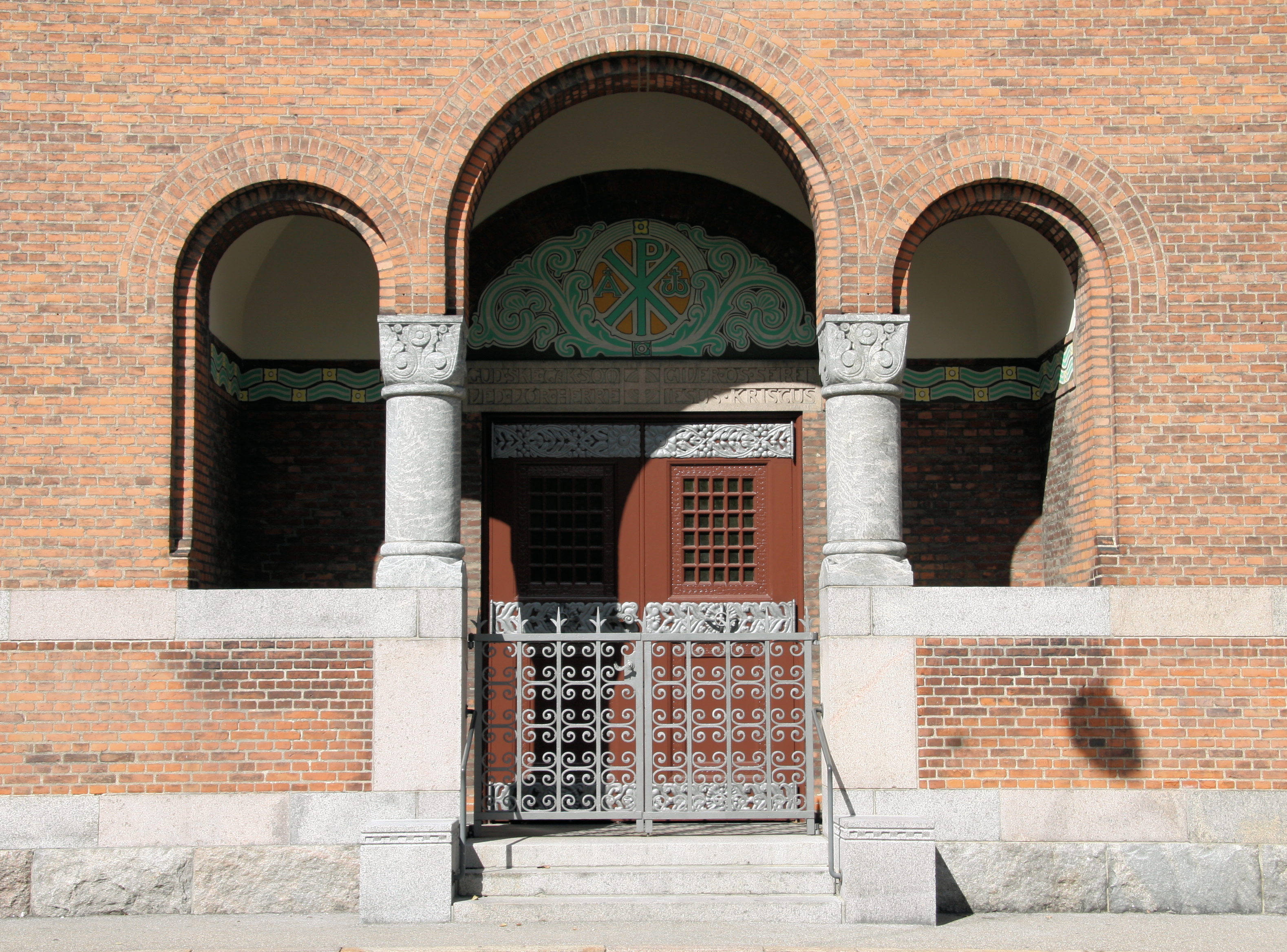
Toegangsportaal

De parochie werd in 1905 uit een opsplitsing van de Sint-Thomasgemeente gesticht, toen de eigenaren van het landgoed Mariendal, Niels en Thora Josephsen, een stuk bouwgrond schonken en een groot deel van de bouwkosten ter beschikking stelden voor de oprichting van een nieuwe kerk en pastorie. De straatnaam Nitivej is een samenvoeging van de initialen van het echtpaar NJTJ. Aan de bouw van de nieuwe kerk in 1908 ging een tijdelijk kerkgebouw vooraf.

## Interieur
Het interieur wordt overdekt door een tongewelf. De preekstoel en galerijen werd in Art-Nouveaustijl vormgegeven.
Knud Larsens oorspronkelijke altaarstuk werd geïntegreerd in een nieuwe herinrichting van het koor, dat in 1988 werd uitgevoerd door de kunstenaar Mogens Jørgensen.
Het doopvont van Siegfried Wagner is van graniet met bronzen beslag. Het altaarzilver is versierd met edelstenen van Thora Josephsens persoonlijke sieraden.
In een gewelf onder het koor bevindt zich de laatste rustplaats van Niels en Thora Josephsen.

## Architectuur
De Mariendal Kerk betreft een historiserend ontwerp van Thorvald Jørgensen. Het kerkgebouw staat op een granieten buitenplint. De gevel wordt door een roosvenster en een loggia gedomineerd.